# Mélanie Laurent
Pour les articles homonymes, voir Laurent.
Mélanie Laurent  est une actrice, réalisatrice, scénariste et chanteuse française, née le 21 février 1983 dans le 13e arrondissement de Paris.
En 2007, elle reçoit le César du meilleur espoir féminin pour Je vais bien, ne t'en fais pas. Elle débute à Hollywood en 2009 dans l'un des rôles principaux du film de Quentin Tarantino Inglourious Basterds.
Elle commence sa carrière de réalisatrice en 2011 avec le long métrage Les Adoptés. Son engagement pour la défense de l'environnement se concrétise dans la coréalisation, avec Cyril Dion, du documentaire Demain, qui remporte le César du meilleur film documentaire 2016 et vaut aux deux réalisateurs d'être nommés docteurs honoris causa de l'université de Namur la même année.

## Biographie
Mélanie Laurent naît à Paris le 21 février 1983. Son père, Pierre Laurent, originaire de Nancy, est comédien spécialisé dans le doublage (il prête notamment sa voix à Ned Flanders et à une vingtaine de personnages de la série Les Simpson),. Sa mère, Annick, professeure de danse, est issue d’une famille juive séfarade de Tunisie et ashkénaze de Pologne,,. Mélanie Laurent ne reçoit pas d'éducation religieuse. En 2011, elle déclarait : « J'ai été classée parmi les dix meilleures juives de l'année aux États-Unis, c'est flippant, moi je ne veux pas du tout rentrer là-dedans. »
Elle grandit dans le 20e arrondissement de Paris. Ses grands-parents maternels étaient éditeurs d’affiches de théâtre (les éditions de l'Amandier). Elle suit sa scolarité au lycée Hector-Berlioz à Vincennes.
En 1998, alors qu’elle accompagne l'une de ses amies au tournage d’Astérix et Obélix contre César, Gérard Depardieu la remarque et l’engage pour son film Un pont entre deux rives. Voyant en elle une « actrice naturelle », Depardieu lui donne trois conseils : ne pas prendre de cours de théâtre, ne pas apprendre ses textes trop à l'avance et ne jamais craindre d'être ridicule dans ses rôles.

## Carrière

### Débuts d'actrice
En 1998, elle joue le petit rôle de Lisbeth dans le film Un pont entre deux rives de Frédéric Auburtin coréalisé par Gérard Depardieu, à qui elle donne la réplique, ainsi qu’à Carole Bouquet et Charles Berling.
En 1999, elle prête sa voix au personnage Satsuki Kusakabe dans Mon voisin Totoro, film d'animation japonais du studio Ghibli.
Début 2000, elle joue dans Ceci est mon corps, de Rodolphe Marconi, aux côtés de Louis Garrel et de Jane Birkin. Le film est présenté au Festival de Cannes 2001. Cette même année, Mélanie obtient en juin son baccalauréat littéraire, option cinéma.
En 2002, elle incarne Carole dans le film Embrassez qui vous voudrez de Michel Blanc, la petite amie de Gaspard Ulliel. Elle tourne aussi dans le court métrage de Patrick Timsit, La Faucheuse, puis avec Francis Huster dans le téléfilm Jean Moulin, une affaire française réalisé par Pierre Aknine.
En 2003, elle tient le rôle de Célia dans Snowboarder d’Olias Barco aux côtés de Nicolas Duvauchelle. Elle figure sur scène au Théâtre du Rond-Point pour Le Grand Mezze, aux côtés d'Édouard Baer et de François Rollin. Après une courte apparition dans le film Une vie à t'attendre de Thierry Klifa, elle signe un contrat avec Kenneth Bi (en) et obtient le rôle de Sabine dans le film hong-kongais Rice Rhapsody. Le film est un succès public à l’étranger ; il n'est pas sorti en Europe.
En 2004, elle tourne de nouveau sous la direction de Rodolphe Marconi pour le film Le Dernier Jour, où elle retrouve Gaspard Ulliel. Elle tourne aussi dans le court métrage Les visages d’Alice.
En 2005, elle joue une scène dans le film De battre mon cœur s'est arrêté de Jacques Audiard.

### Révélation critique (2006-2009)

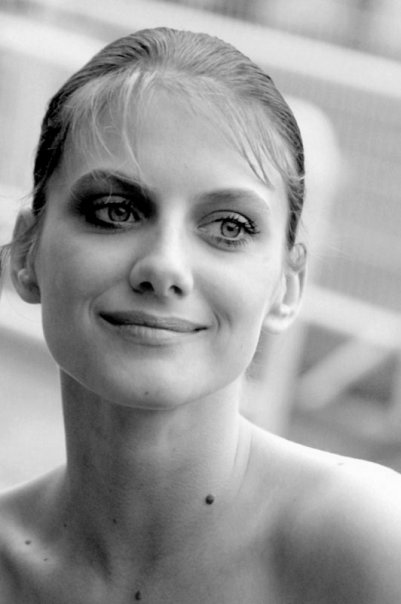
L'actrice à l'avant-première de son court-métrage De moins en moins, au festival de Cannes 2008.

En 2006, elle est à l’affiche du film belge Dikkenek d'Olivier Van Hoofstadt. Elle obtient, la même année, le premier rôle féminin du drame Je vais bien, ne t'en fais pas de Philippe Lioret. Elle y incarne Lili, jeune fille anorexique. Sa prestation lui vaut plusieurs nominations et récompenses dont le prix Romy Schneider et le César du meilleur espoir féminin. Elle participe également au clip Poupée de chiffon de Mayane Delem avec Julien Boisselier.
En 2007, elle tient le rôle principal de La Chambre des morts d'Alfred Lot. Elle y joue une mère célibataire de deux jumelles qui vient d'entrer dans la police.
En 2008, elle interprète, dans Paris de Cédric Klapisch, une étudiante dont le professeur, interprété par Fabrice Luchini, est tombé amoureux. Elle joue aussi dans L'Amour caché d'Alessandro Capone et Tueur de Cédric Anger. Son premier court métrage en tant que réalisatrice, De moins en moins, est sélectionné dans la catégorie « court métrage » au festival de Cannes 2008 et n’est pas primé. La même année, elle réalise un deuxième court métrage, À ses pieds, pour Canal+.
En 2009, elle fait ses débuts à Hollywood dans Inglourious Basterds sous la direction de Quentin Tarantino aux côtés de l'Américain Brad Pitt et de l'Allemande Diane Kruger. Elle y incarne Shosanna Dreyfus, jeune Française assoiffée de vengeance dans un Paris sous occupation nazie. À l'été 2009, lors de la montée des marches du Grand Palais, la comédienne improvise un numéro de danse en compagnie de Quentin Tarantino. La même année, elle joue dans Jusqu'à toi, de Jennifer Devoldère, où elle tombe amoureuse d'un inconnu, joué par l'Américain Justin Bartha, dont elle a récupéré la valise. Si le film passe inaperçu, elle est devenue un visage connu du monde entier. Elle va alors se diversifier.

### Passage à la réalisation et expérience musicale (2010-2012)

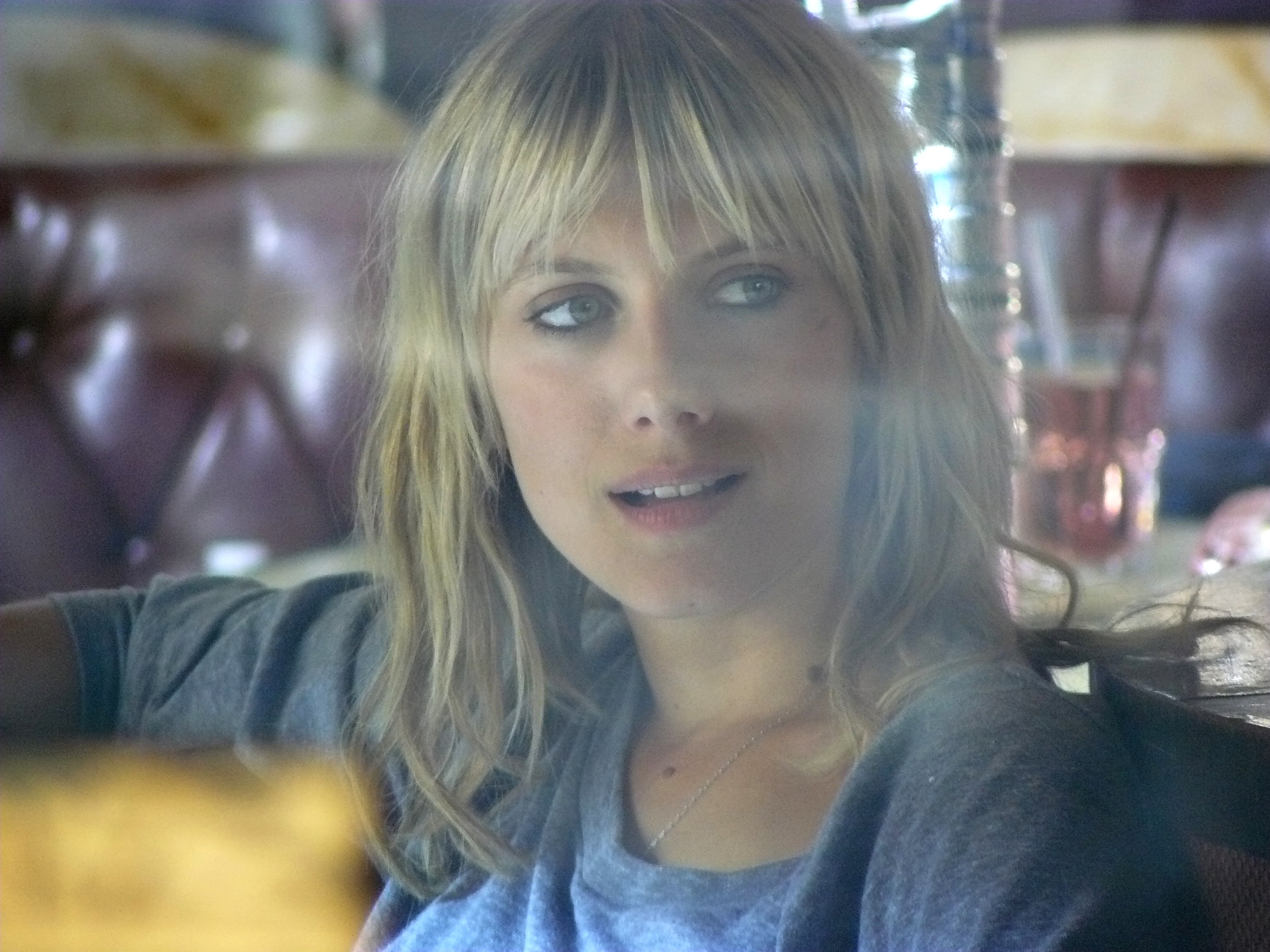
En 2010 lors du tournage de Et soudain, tout le monde me manque, de Jennifer Devoldère.

Dans Le Concert de Radu Mihaileanu, elle interprète une violoniste soliste (Anne-Marie Jacquet) à la recherche de son histoire et choisie par Andreï Filipov pour être la soliste du concert. Le film est acclamé par la critique.

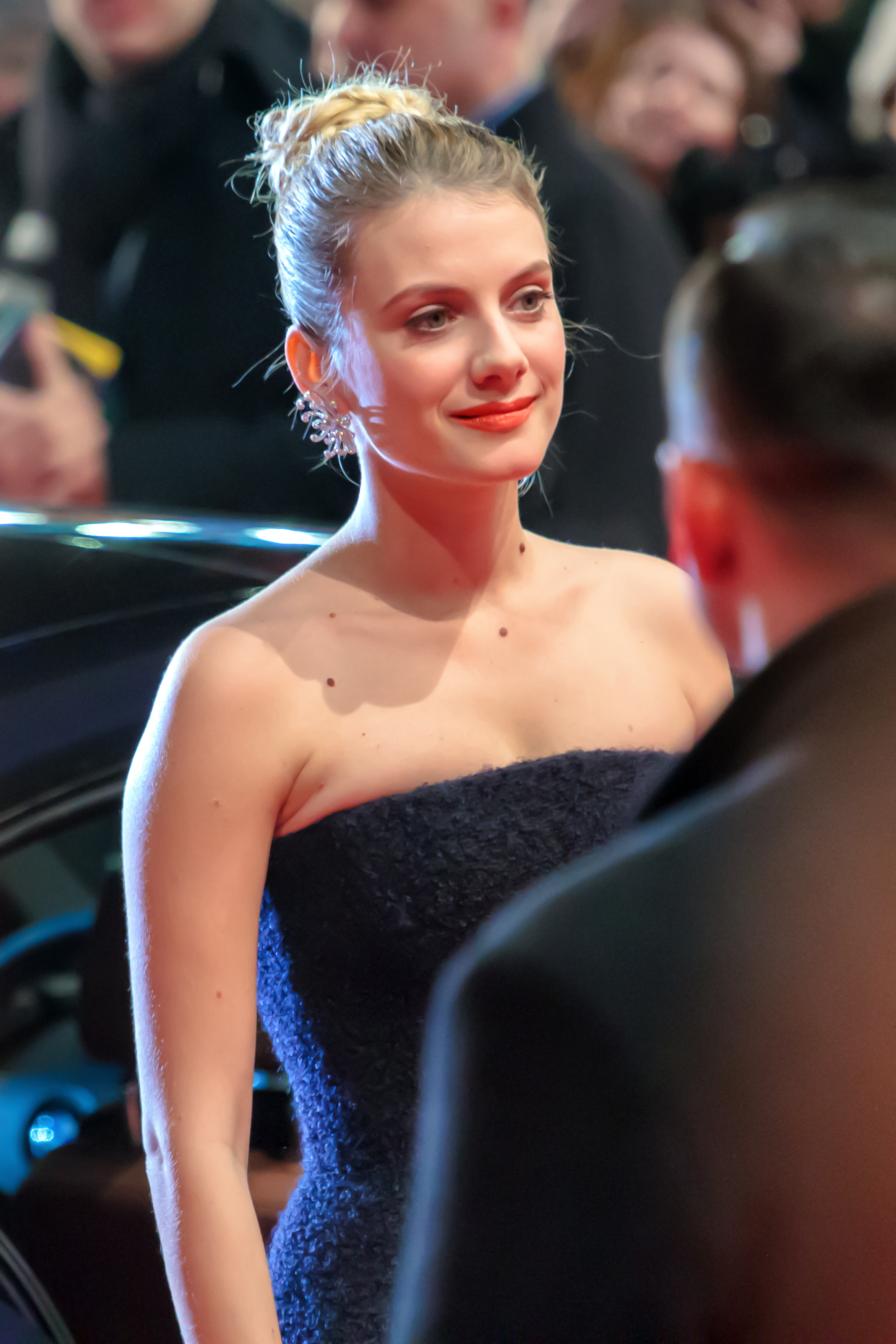
Mélanie Laurent au festival Berlinale 2013.

En 2010, elle incarne l'infirmière Annette Monod, envoyée par la Croix-Rouge, dans La Rafle, témoin de la rafle du Vel' d'Hiv de juillet 1942. La même année, elle est nommée aux Molières 2010 dans la catégorie révélation théâtrale féminine pour sa prestation dans Promenade de santé. Elle commence aussi une carrière de chanteuse. Son premier album, réalisé par Damien Rice, sort le 2 mai 2011 sur le label Atmosphériques, précédé du single En t'attendant dévoilé sur son site officiel en février. Malgré une couverture médiatique importante, le disque ne se vend qu'à 7200 exemplaires,.
Elle est nommée maîtresse de cérémonie au Festival de Cannes 2011, et participe pour la première fois au Printemps de Bourges, en tant que chanteuse.
En novembre 2011, elle sort son premier long-métrage comme réalisatrice, Les Adoptés. Elle en interprète le rôle principal aux côtés de Denis Ménochet et Marie Denarnaud. La même année, elle joue dans la comédie dramatique américaine indépendante Beginners, écrite et réalisée par Mike Mills, et dans le thriller français Requiem pour une tueuse de Jérôme Le Gris.
En 2012, suivant l'initiative de la Blue Marine Foundation pour la protection des Océans, elle s'implique contre la surpêche en doublant le film The End of the Line et en rejoignant la campagne Fish Fight contre les rejets de poissons en mer. Elle défend la pêche artisanale à Saint-Jean-de-Luz, aux côtés de Greenpeace. Elle pose également nue avec un tourteau vivant devant sa poitrine à l'occasion de l'opération « Fishlove », dont les photos sont exposées à la galerie Baudoin Lebon.

### Collaborations internationales et réalisations ultérieures (depuis 2013)

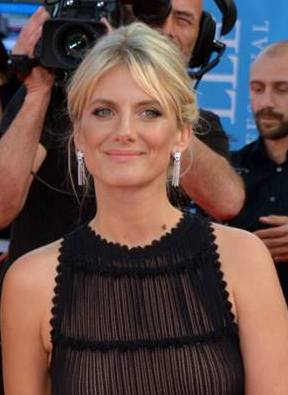
La réalisatrice au Festival du cinéma américain de Deauville 2018, pour la première française de sa cinquième réalisation, le thriller américain Galveston.

En 2013, Mélanie Laurent est à l'affiche de la coproduction germano-helvético-portugaise Train de nuit pour Lisbonne de Bille August, donne la réplique à Jake Gyllenhaal dans Enemy, écrit et réalisé par le Canadien Denis Villeneuve, et fait partie de la distribution principale du blockbuster américain Insaisissables, mis en scène par le Français Louis Leterrier.
En 2014, elle joue dans une autre coproduction internationale, le drame indépendant L'Attrape-rêves de Claudia Llosa, avec Jennifer Connelly et Cillian Murphy, et revient en France pour sa seconde réalisation, le drame Respire, dont elle confie les rôles principaux aux jeunes Joséphine Japy et Lou de Laâge, qui décrochent toutes les deux une nomination aux Césars.
En 2015, elle est à l'affiche de trois films : le drame français Boomerang, écrit et réalisé par François Favrat, la romance américaine Vue sur mer écrite et réalisée par Angelina Jolie, et Éternité de Trần Anh Hùng , où elle donne la réplique à deux autres comédiennes françaises reconnues à l'international, Audrey Tautou et Bérénice Bejo. Elle coréalise également le documentaire Demain, qui dépasse le million d'entrées et remporte le César du meilleur documentaire.
L'année 2017 est en revanche marquée par le flop de son quatrième long-métrage, le drame Plonger, porté par Gilles Lellouche. En tant qu'actrice, elle tient un petit rôle dans un drame indépendant français, Les Derniers Parisiens, réalisé par Hamé et Ekoué, et porté par Reda Kateb. Elle partage aussi l'affiche du thriller psychologique Mon garçon, de Christian Carion, avec Guillaume Canet.
La même année, elle travaille déjà sur son cinquième long métrage, son premier en langue anglaise : Galveston, tiré d'un roman du même nom de Nic Pizzolatto, avec Ben Foster et Elle Fanning, présenté au festival SXSW18, en mars 2018 et lors du Festival du cinéma américain de Deauville en septembre 2018. Le film obtient les notes de 71 % (critiques) et 64 % (public) sur le site Rotten Tomatoes.
Parallèlement, elle surprend dans un registre comique en partageant l'affiche de la comédie historique Le Retour du héros, de Laurent Tirard, avec Jean Dujardin dans le rôle-titre.
En 2020, elle réalise son sixième long métrage, l'adaptation du roman Le Bal des folles de Victoria Mas. Au casting, on y retrouve Lou de Laâge (qu'elle avait déjà fait tourner dans Respire), Benjamin Voisin, Emmanuelle Bercot et encore Cédric Kahn. C'est par ailleurs la seconde fois que l'actrice - réalisatrice joue dans une de ses réalisations, après son premier long métrage : Les Adoptés.
En 2021, elle est de retour au Festival de Cannes dix ans après y avoir été maîtresse de cérémonie. Cette fois, elle est membre du jury de la compétition officielle, présidé par Spike Lee.
Au mois d'août 2022, Isabelle Adjani annonce que La Grande Odalisque, bande dessinée publiée chez Dupuis en 2012, va être adaptée par Mélanie Laurent. Les deux femmes doivent jouer aux côtés d'Adèle Exarchopoulos ainsi que d'une quatrième actrice. Le tournage doit commencer au cours du mois de septembre suivant « entre Paris et la Corse ». Le long-métrage intitulé Voleuses sort en novembre 2023 sur la plateforme Netflix.
En février 2023 sort le clip qu'elle a réalisé pour Mylène Farmer : Rallumer les étoiles.
En 2024, Mélanie Laurent réalise ensuite le film Libre, avec Lucas Bravo dans le rôle de Bruno Sulak et Yvan Attal dans celui de Georges Moréas (sorti le 1er novembre sur Prime Video ) et elle retrouve Guillaume Canet en incarnant Marie-Antoinette dans Le Déluge de Gianluca Jodice.

## Vie privée
De 2006 à 2009, elle est en couple avec Julien Boisselier, son partenaire dans Je vais bien, ne t'en fais pas. Le 30 septembre 2013,, elle donne naissance à un fils dont le père est technicien du cinéma. En 2019, elle est à nouveau mère, cette fois d’une fille, avec son nouveau compagnon d'origine américaine,.

## Engagement écologique
Mélanie Laurent s'investit régulièrement pour l'environnement. En 2015, elle coréalise avec Cyril Dion le documentaire Demain dans lequel les deux co-réalisateurs vont à la rencontre de solutions concrètes pour répondre aux défis posés à l’humanité par l’atteinte des limites planétaires. En 2021, elle publie aux éditions Robert Laffont un conte écologique, Les Larmes d'Eugénie, illustré par Lucile Placin et destiné aux enfants à partir de 5 ans. L'album évoque les problématiques de la surpêche. En 2022, elle devient la marraine de Mission Polaire, une exposition du musée océanographique de Monaco proposant une immersion en Antarctique et en Arctique tout en mettant en avant les effets du dérèglement climatique. En septembre 2023, elle grimpe dans un arbre afin de soutenir les opposants à la construction de l'autoroute A69 reliant Castres à Toulouse, jugée inadaptée. Elle milite en outre pour Greenpeace.

## Filmographie

### Actrice

#### Cinéma

##### Longs métrages
- 1999 : Un pont entre deux rives de Frédéric Auburtin et Gérard Depardieu : Lisbeth
- 2001 : Ceci est mon corps de Rodolphe Marconi : Clara
- 2002 : Embrassez qui vous voudrez de Michel Blanc : Carole
- 2003 : Snowboarder de Olias Barco : Célia
- 2004 : Rice Rhapsody de Kenneth Bi (en) : Sabine
- 2004 : Le Dernier Jour de Rodolphe Marconi : Louise
- 2004 : Une vie à t'attendre de Thierry Klifa : La jeune fille à l'usine
- 2005 : De battre mon cœur s'est arrêté de Jacques Audiard : La petite amie de Minskov
- 2006 : Dikkenek de Olivier Van Hoofstadt : Natacha
- 2006 : Je vais bien, ne t'en fais pas de Philippe Lioret : Lili
- 2006 : Indigènes de Rachid Bouchareb : La jeune fille du village alsacien, Marguerite
- 2007 : La Chambre des morts d'Alfred Lot : Lucie Hennebelle
- 2007 : Le Tueur de Cédric Anger : Stella
- 2008 : Paris de Cédric Klapisch : Laetitia
- 2008 : Le Bal des actrices de Maïwenn : elle-même (coupée au montage)[réf. nécessaire]
- 2009 : Jusqu'à toi de Jennifer Devoldère : Chloé
- 2009 : L'Amour caché d'Alessandro Capone : Sophie
- 2009 : Inglourious Basterds de Quentin Tarantino : Shosanna Dreyfus / Emmanuelle Mimieux
- 2009 : Le Concert de Radu Mihaileanu : Anne-Marie Jacquet / Léa
- 2010 : La Rafle de Rose Bosch : Annette Monod
- 2011 : Requiem pour une tueuse de Jérôme Le Maire : Lucrèce
- 2011 : Et soudain, tout le monde me manque de Jennifer Devoldère : Justine
- 2011 : Beginners de Mike Mills : Anna
- 2011 : Les Adoptés d'elle-même : Lisa
- 2013 : Train de nuit pour Lisbonne (Night Train to Lisbon) de Bille August : Estefania jeune
- 2013 : Insaisissables (Now You See Me) de Louis Leterrier : Alma Dray
- 2013 : Enemy de Denis Villeneuve : Mary
- 2015 : Boomerang de François Favrat : Agathe
- 2015 : Vue sur mer (By The Sea) d'Angelina Jolie : Léa
- 2016 : Éternité de Trần Anh Hùng : Mathilde
- 2016 : L'Attrape-rêves (Aloft) de Claudia Llosa : Jannia Ressmore
- 2017 : Les Derniers Parisiens d'Hamé et Ekoué : Dr Bauer
- 2017 : Mon garçon de Christian Carion : Marie Blanchard
- 2018 : Le Retour du héros de Laurent Tirard : Élisabeth Beaugrand
- 2018 : Operation Finale de Chris Weitz : Hanna Elian
- 2018 : Mia et le Lion blanc de Gilles de Maistre : Alice Owen[31]
- 2019 : Six Underground de Michael Bay : Camille
- 2021 : Oxygène d'Alexandre Aja : Elizabeth "Liz" Hansen
- 2021 : Le Bal des folles d'elle-même : Geneviève
- 2022 : Tempête de Christian Duguay : Marie
- 2023 : Murder Mystery 2 de Jeremy Garelick : Claudette
- 2023 : Voleuses d'elle-même[32] : Carole
- 2024 : Le Déluge de Gianluca Jodice : Marie-Antoinette
- 2025 : Qui brille au combat de Joséphine Japy : Madeleine

##### Courts métrages
- 2003 : La Faucheuse de Patrick Timsit et Vincenzo Marano : Isabelle
- 2005 : Les Visages d'Alice de David Ungaro : Alice
- 2008 : Voyage d'affaires de Sean Ellis : La réceptionniste de l'hôtel
- 2008 : Objet trouvé de Benoît Pétré et Cathy Verney : invitée à la soirée
- 2017 : L'Auto-stoppeuse de Julien Decoin : Émilie

#### Télévision

##### Séries télévisées
- 2010 : Vous les femmes, saison 3, épisode 8 Vieille connaissance de Christian Merret-Palmair : la vendeuse[33]
- 2020 : Little America , épisode 4 The Silence de Sian Heder : Sylviane

##### Téléfilms
- 2000 : Route de nuit de Laurent Dussaux : Francesca
- 2003 : Jean Moulin, une affaire française de Pierre Aknine : Alice Arguel jeune

#### Clip
- 2011 : Big in Japan de Martin Solveig

#### Publicité
- 2011 : Hypnotic Poison, réalisée par John Cameron Mitchell pour Dior[34]

##### Voix-off
- 2011 : Pollen (documentaire)
- 2012 : The End Of The Line (documentaire)
- 2012 : Dior Le Parfum « J'Adore » - Le Film (publicité)
- 2020 : La Terre, la nuit (documentaire)
- 2021 : La Nature parle (série télévisée documentaire), épisode L'Amazonie
- 2022 : Cannes : palmes, scandales et tapis rouge (documentaire)

### Réalisatrice

#### Longs métrages
- 2011 : Les Adoptés (également scénariste)
- 2014 : Respire (également scénariste)
- 2015 : Demain (documentaire), coréalisé avec Cyril Dion
- 2017 : Plonger (également scénariste)
- 2018 : Galveston
- 2021 : Le Bal des folles (également scénariste)
- 2023 : Voleuses (également scénariste)[32]
- 2024 : Libre (également scénariste)

#### Courts métrages
- 2008 : De moins en moins
- 2008 : À ses pieds (dans la collection X femmes)

#### Clip
- 2023 : Rallumer les étoiles de Mylène Farmer[35]

## Doublage

### Cinéma

#### Films
- 1995 : Le Village des damnés : Mara (Lindsey Haun)
- 1996 : Le Poids du déshonneur : Judith Ryan (Julia Weldon)
- 2002 : Pyjama Party : Hannah (Mika Boorem)
- 2003 : The United States of Leland : Becky Pollard (Jena Malone)
- 2006 : Pénélope : Penelope (Christina Ricci)

#### Films d'animation
- 1999 : Mon voisin Totoro : Satsuki
- 2013 : Epic : La Bataille du royaume secret : Mary Katherine[36]
- 2015 : Vice-versa : Dégoût[37]
- 2024 : Vice-versa 2 : Dégoût[38],[39]

### Télévision

#### Téléfilms
- 2003 : Hitler : La Naissance du mal : Geli Raubal (Jena Malone)
- 2004 : À la dérive : Dawn Gensler (Miriam McDonald)
- 2005 : En détresse : Vanessa Snyder (Alexa Vega)

#### Série d'animation
- 1998-1999 : Les Malheurs de Sophie : Camille de Fleurville enfant (création de voix)

## Théâtre

### Comédienne
- 2010 : Promenade de santé de et mise en scène Nicolas Bedos, La Pépinière-Théâtre , Paris

### Mise en scène
- 2016 : Le dernier Testament d’après Le Dernier Testament de Ben Zion de James Frey, Théâtre national de Chaillot, Paris

## Discographie
- 2011 : En t'attendant

## Distinctions

### Décoration
- Chevalière de l'ordre des Arts et des Lettres

### Récompenses
- Prix Romy-Schneider 2006

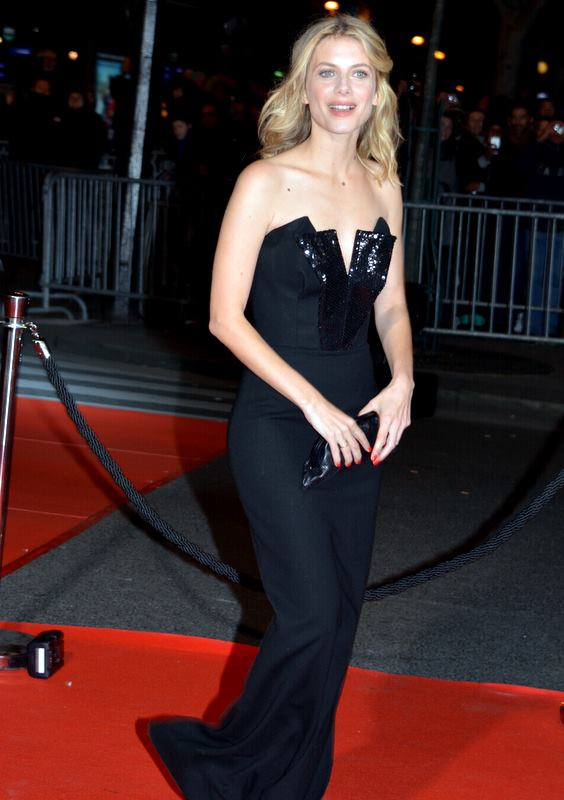
L'actrice et réalisatrice aux Césars 2016, pour son documentaire, Demain.

- Festival international du film francophone de Namur 2006 : Bayard d'or de la meilleure comédienne pour Je vais bien, ne t'en fais pas
- Prix Lumières 2007 : révélation féminine pour Je vais bien, ne t'en fais pas
- Étoiles d'or du cinéma français 2007 : révélation féminine pour Je vais bien, ne t'en fais pas et Dikkenek
- César 2007 : meilleur espoir féminin pour Je vais bien, ne t'en fais pas
- Austin Film Critics Association 2010 : meilleure actrice pour Inglourious Basterds
- Online Film Critics Society Awards 2010 : meilleure actrice pour Inglourious Basterds
- Festival international des jeunes réalisateurs de Saint-Jean-de-Luz 2011 : Prix Chistera du public pour Les Adoptés
- Gotham Independent Film Awards 2011 : meilleure distribution pour Beginners
- Festival City of Lights, City of Angels2012 : Prix du premier film pour Les Adoptés
- Festival du film de Sarlat 2015 : Prix du public pour Demain
- César 2016 : meilleur film documentaire pour Demain

### Nominations
- Lumières de la presse internationale 2008 : meilleure actrice pour La Chambre des morts
- Awards Circuit Community Awards 2009 : meilleure actrice pour Inglourious Basterds
- Detroit Film Critics Society Awards 2009 : meilleure actrice pour Inglourious Basterds
- Indiewire Critics' Poll 2009 : meilleure actrice dans un second rôle pour Inglourious Basterds
- San Diego Film Critics Society Awards 2009 : meilleure actrice dans un second rôle pour Inglourious Basterds
- St. Louis Film Critics Association Awards 2009 : meilleure actrice dans un second rôle pour Inglourious Basterds
- Village Voice Film Poll 2009 : meilleure actrice pour Inglourious Basterds
- Central Ohio Film Critics Association Awards 2010 : meilleure actrice dans un second rôle pour Inglourious Basterds
- Critics' Choice Movie Awards 2010 : meilleure distribution pour Inglourious Basterds
- Empire Awards 2010 : meilleure actrice pour Inglourious Basterds
- Gold Derby Awards 2010 : meilleure actrice dans un second rôle pour Inglourious Basterds
- International Cinephile Society Awards 2010 : meilleure actrice dans un second rôle pour Inglourious Basterds
- International Online Cinema Awards 2010 : meilleure actrice dans un second rôle pour Inglourious Basterds
- Italian Online Movie Awards 2010 : meilleure actrice dans un second rôle pour Inglourious Basterds
- Molières 2010 : révélation théâtrale féminine pour Promenade de santé
- Critics' Choice Movie Awards 2010 : meilleure actrice pour Inglourious Basterds
- Lumières de la presse internationale 2016 : meilleur documentaire pour Demain

### Autres
- 2016 : Doctorat honoris causa de l'Université de Namur (4 octobre 2016)[40]